# Grafmonument van Suzanna Tartaud
Het grafmonument van Suzanna Tartaud op begraafplaats De Nieuwe Ooster in de Nederlandse stad Amsterdam is een vroeg-20e-eeuws grafmonument, dat wordt beschermd als rijksmonument.

## Achtergrond
Suzanna Nanetta Geertruida Tartaud (Amsterdam 1889 - Hulshorst 1905) was een dochter van Frits Tartaud (1857-1946) en Mathilda Kiehl (1858-1940). Haar ouders waren bekende toneelspelers, haar vader zou later het Nieuw Rotterdamsch Toneel oprichten. Zij scheidden in 1897, Suzanna woonde toen al een paar jaar bij haar moeder in Amsterdam. Ze overleed op 15-jarige leeftijd.
Suzanna werd mogelijk vernoemd naar haar oudtante, de actrice Suzanna Sablairolles (1829-1867). Sablairolles werd aanvankelijk op de Oude Oosterbegraafplaats begraven, maar bij de sluiting daarvan in 1901 is haar grafmonument overgebracht naar de Nieuwe Oosterbegraafplaats .

## Beschrijving
Het monument bestaat uit een marmeren sculptuur van een treurende vrouwenfiguur, gekleed in klassiek gewaad. In haar linkerhand houdt zij een krans, waarmee zij op een urn leunt. In haar rechterhand houdt zij een bosje bloemen. In de voet van het beeld staat een inscriptie. Het beeld staat op een sokkel, waarvan de vorm is ontleend aan een sarcofaag. Aan de voorzijde is een marmeren plaat aangebracht.

## Waardering
Het grafmonument (klasse 3, vak 17, nr. 245) werd in 2004 in het Monumentenregister opgenomen vanwege het "algemeen belang wegens cultuur- en funerair-historische waarde."